# باول يول
پاول آلان يول (بالألمانية: Paul Yule)‏ (18 أغسطس 1947) هو عالِم آثار في جامعة روبريخت كارلس - هايدلبرغ في ألمانيا. 

## حياته ونشأته
تلقى دراسته في جامعة مينيسوتا، وجامعة نيويورك وجامعة ماربورغ. تتركز اهتماماته الرئيسة على الآثار في الهند وعُمان واليمن. أطروحته للدكتوراة، «الأختام الكريتية في العصور المبكرة»، تناولت تصنيف وتأريخ الأختام من العصر البرونزي المبكر والأوسط في جزيرة كريت.
في التسعينات من القرن الماضي قام يول بتصنيف وتقييم التحف المعدنية في حضارة كنز النحاس (Copper Hoard Culture) بواسطة أساليب أوروبية لأول مرة، حيث عُرض العديد من هذه المكتشفات في كانيا چوروكل (Kanya Gurukul) في ناريلا / هاريانا (Narela/Haryana). هذا الكم من المصنوعات اليدوية النحاسية يجعلها تبدو أدوات غير وظيفية، وربما استُخدمت في أغراض الطقوس الدينية. أحد المعثورات من مقبرة في سانكارجانغ (Sankarjang) قد يكون أقدم آلة موسيقية في الهند. قام يولي بتوثيق القلعة التاريخية القديمة في سيسوپالغرا (Sisupalgarh) بواسطة ماسح ليزر، رادار الأرض وجهاز استقبال نظام تحديد المواقع (GPS). من 2001 حتى 2004 وثّق يولي الحصون القديمة والمواقع الأثرية الأخرى في الهند لأول مرة، لا سيّما في ولاية أوريسا وتشهاتيسجاره. في دراسته لعصور ما قبل التاريخ في سلطنة عُمان في التسعينات تناول يول مدافن برج جايلة على الجبل الأخضر، التي تعود إلى الألف الثالث
قبل الميلاد. موقع «صمد الشان» في عُمان يلقي الضوء على انتقال الإسلام إلى هذا القطر، ذلك لأن التحف الشرقية العربية تعود لفترات زمنية مختلفة. وثمة مشروع آخر، هو فهرسة وتخزين المعادن التي عثر عليها في إبري السلمي، التي نشرها يولي مع الباحث غيرد فايسغربر (Gerd Weisgerber)، ويركز على أكبر مخزون في الشرق الأدنى، ويحتوي إلى حد كبير على معثورات من أوائل العصر الحديدي.
بدأ يول عام 1998في التنقيب في موقع ظَفار، عاصمة مملكة حِمْيَر، في اليمن، الأمر الذي يلقي الضوء خصوصا على حضارة الفترة الحميرية (110 ق.م. - 525 م). يعتقد يولي بأن حضارة حِمْيَر ليست في الحقيقة غريبة على الإسلام ولكنها في الواقع شكلت أحد روافده وكان لها تأثير ملموس، ولا يمكن للمرء أن يتصوّر الدين الإسلامي والحضارة الإسلامية دون مثل هذا التأثير. إن معثورات من الحفريات تتناقض مع الرأي السائد الذي يعتبر الحضارة الحميرية حضارة منحطّة.